# 이마사토촌
이마사토촌(今里村)은 일본 나가노현 사라시나군에 설치되었던 촌이다. 현재의 나가노시의 일부에 해당한다.